# Liste der diplomatischen Vertretungen in der Mongolei

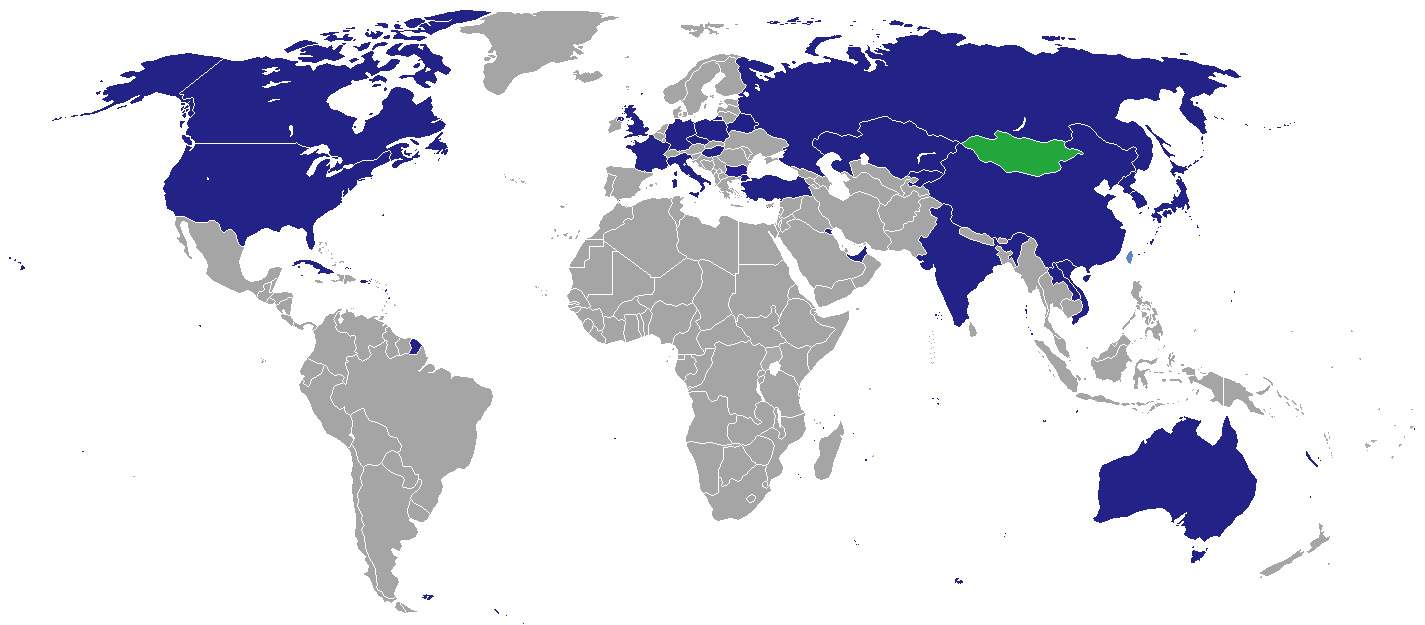
Staaten mit einer Botschaft in Mongolei

Die Liste der diplomatischen Vertretungen in der Mongolei führt Botschaften und Konsulate auf, die im asiatischen Staat Mongolei eingerichtet sind (Stand 2019).

## Botschaften in Ulaanbaatar
24 Botschaften sind in der mongolischen Hauptstadt Ulaanbaatar eingerichtet (Stand 2019).

### Staaten
| - Australien: Botschaft - Bulgarien: Botschaft - Deutschland: Botschaft - Frankreich: Botschaft - Indien: Botschaft - Italien: Botschaft - Japan: Botschaft - Kanada: Botschaft - Kasachstan: Botschaft - Kuba: Botschaft - Kuwait: Botschaft - Laos: Botschaft |  | - Nordkorea: Botschaft - Russland: Botschaft - Südkorea: Botschaft - Tschechien: Botschaft - Türkei: Botschaft - Ungarn: Botschaft - Vereinigte Arabische Emirate: Botschaft - Vereinigtes Königreich: Botschaft - Vereinigte Staaten: Botschaft - Vietnam: Botschaft - Volksrepublik China: Botschaft - Belarus: Botschaft |

### Vertretungen Internationaler Organisationen
- Europäische Union, Delegation

## Konsulate in der Mongolei

### Generalkonsulate
- Russland (Darchan)
- Russland (Erdenet)
- Volksrepublik China (Zamyn-Üüd)

### Büros und Vertretungen
- Schweiz, Vertretungsbüro (Ulaanbaatar)
- Taiwan, Handelsbüro (Ulaanbaatar)